# Влахо Буковац
Влахо Буковац (хорв. Vlaho Bukovac, при рождении Бьяджо Фаджони, итал. Biagio Faggioni; 4 июля 1855, Цавтат — 23 апреля 1922, Прага) — крупнейший хорватский художник конца XIX — начала XX века, работавший в стилях импрессионизма и постимпрессионизма. Придворный художник Обреновичей, Петровичей-Негошей и Карагеоргиевичей. 

## Биография
Влахо Буковац родился 4 июля 1855 года в Цавтате около Дубровника, в семье генуэзско-хорватского происхождения.

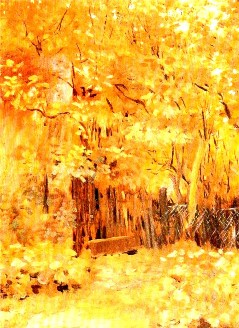
Осенний пейзаж

В 1870-1872 годах Влахо служил на пароходе «Osmi dubrovački», ходившем по маршруту Одесса-Константинополь-Ливерпуль. В 1873 году совершил, вместе с братом Йозо, морское путешествие в Перу. В начале 1874 году Буковац посетил Сан-Франциско.
Буковац получил художественное образование в Париже (начиная с 1877 года) на деньги, выделенные хорватским политиком и писателем графом Медо Пучичем. Учился в Школе изящных искусств у Александра Кабанеля. Выставлялся в парижском Салоне, где имел успех у критики. Во время обучения, а также позже Влахо Буковац много путешествовал.
Хотя Буковац получил художественное образование в духе академической традиции, он был также хорошо знаком с импрессионизмом, и в собственном творчестве пришёл к технике пуантилизма. В начале XX века импрессионизм и пуантилизм были ведущим направлением в живописи стран Западных Балкан: кроме Буковаца, в этой манере писали Словенские импрессионисты и Надежда Петрович в Сербии.
С 1893 по 1897 год Буковац жил в Загребе, работая в основном над пейзажами. Одновременно он стал центральной фигурой в художественной жизни города, основал художественную школу и участвовал в организации Художественного павильона, одной из крупнейших хорватских галерей и выставочных залов. В 1893 году он организовал первую выставку хорватского искусства во Дворце Академии. В результате конфликтов он вынужден был вернуться в Цавтат, где жил с 1898 по 1902 год. Затем он переехал в Прагу, где в 1903 году был назначен профессором Академии изящных искусств (чеш. Akademie vytvarnyh umeni), где среди его учеников был Янко Алекси. Пражский период творчества Буковаца характерен в основном портретами. В Праге он проработал до своей смерти в 1922 году, иногда ненадолго приезжая в Загреб.
В 1913 году Буковац украсил читальный зал Хорватского государственного архива фреской "Развитие хорватской культуры". На ней изображены Марко Марулич, Юлий Клович, Петр Зринский, Марин Гетальдич, Иван Гундулич, Рожер Бошкович, Максимилиан Врховац, Людевит Гай, Иосип Юрай Штроссмайер.
В 1994 году хорватский режиссёр Богдан Жижич снял фильм «Влахо Буковац».